# 施韦林斯多夫
施韦林斯多夫是德国下萨克森州的一个市镇。总面积5.59平方公里，总人口752人，其中男性363人，女性389人（2011年12月31日），人口密度135人/平方公里。